# Nancy Dunkle
Nancy Lynn Dunkle (nacida el 10 de enero de 1955 en Bainbridge, Maryland) es una exjugadora de baloncesto estadounidense. Fue medalla de plata con Estados Unidos en los Juegos Olímpicos de Montreal 1976.